# Eupelmus urozonus
Eupelmus urozonus ist eine Erzwespe aus der Familie der Eupelmidae. Die Art wurde von dem schwedischen Entomologen Johan Wilhelm Dalman im Jahr 1820 erstbeschrieben. Sie ist auch als „Breitfüßige Rosenerzwespe“ bekannt. Eupelmus urozonus gehört zu einer gleichnamigen Artengruppe, die erst in den letzten Jahren anhand morphologischer und molekularer Studien in mittlerweile mindestens 21 Arten aufgespalten wurde.

## Merkmale
Die Erzwespen sind etwa 3 mm lang. Sie sind bronze-grün metallisch glänzend. Der Ovipositor der Weibchen misst etwa 0,6 mm. Die Fühler sind schwarz. Für die vorderen und hinteren Beine gilt: Die Coxae sind verdunkelt. Die Femora sind größtenteils verdunkelt mit Ausnahme des apikalen Endes. Tibien und Tarsen sind gelb gefärbt. Die mittleren Beine sind komplett gelb gefärbt, einschließlich der Coxae. Der Sporn am apikalen Ende der mittleren Tibien ist vergrößert. Die Metatarsen der mittleren Beine sind auffällig verbreitert. Der Ovipositor ist gerade nach hinten gerichtet. Ein Erkennungsmerkmal ist die Färbung der Bohrerklappen. Deren mittlerer Abschnitt ist gelb gefärbt, während das basale und apikale Ende schwarz sind.

## Verbreitung
Eupelmus urozonus kommt in weiten Teilen der Welt vor. Gemäß Fauna Europaea ist die Art in der Paläarktis, in der Orientalis, in der Nearktis und in Australien verbreitet. In Europa kommt Eupelmus urozonus fast überall vor.

## Lebensweise
Eupelmus urozonus ist ein idiobionter Ektoparasit, der als Primärparasit ein sehr breites Wirtsspektrum besitzt und fakultativ auch als Hyperparasit anderer parasitisch lebender Hautflügler in Erscheinung tritt. Zu den Wirten von Eupelmus urozonus gehören größtenteils Blatt- und Stängelminierer sowie Pflanzengallen bildende Insekten aus den Ordnungen der Schmetterlinge (Lepidoptera), Käfer (Coleoptera), Zweiflügler (Diptera) und Hautflügler (Hymenoptera).
Bekannte Wirtsarten von Eupelmus urozonus sind die Gemeine Kiefernbuschhornblattwespe (Diprion pini), die bei Massenauftreten zur Schädigung von Kiefern führt, die Japanische Esskastanien-Gallwespe (Dryocosmus kuriphilus), ein Schädling an Esskastanien-Pflanzungen in Südeuropa, die Rosskastanienminiermotte (Cameraria ohridella), die Kiefernknospentriebmotte (Exoteleia dodecella) sowie die Gemeine Rosengallwespe (Diplolepis rosae). Es werden hauptsächlich die schon fertigen Wirtskokons und Puppen bzw. die bereits eingesponnenen Wirtslarven parasitiert. Es gibt offenbar mehr als eine Generation im Jahr. Aus mehreren Kokons einer Diprion pini-Population, die sich in der Schwetzinger Hardt Mitte Juni 2023 in ihre Kokons einsponn, erschienen in der zweiten Augusthälfte als die vermutlich letzten Parasiten die Erzwespen von Eupelmus urozonus. Es gibt Berichte, nach denen ein Larvenstadium von Eupelmus urozonus weniger als 24 Stunden dauern kann.

## Bilder

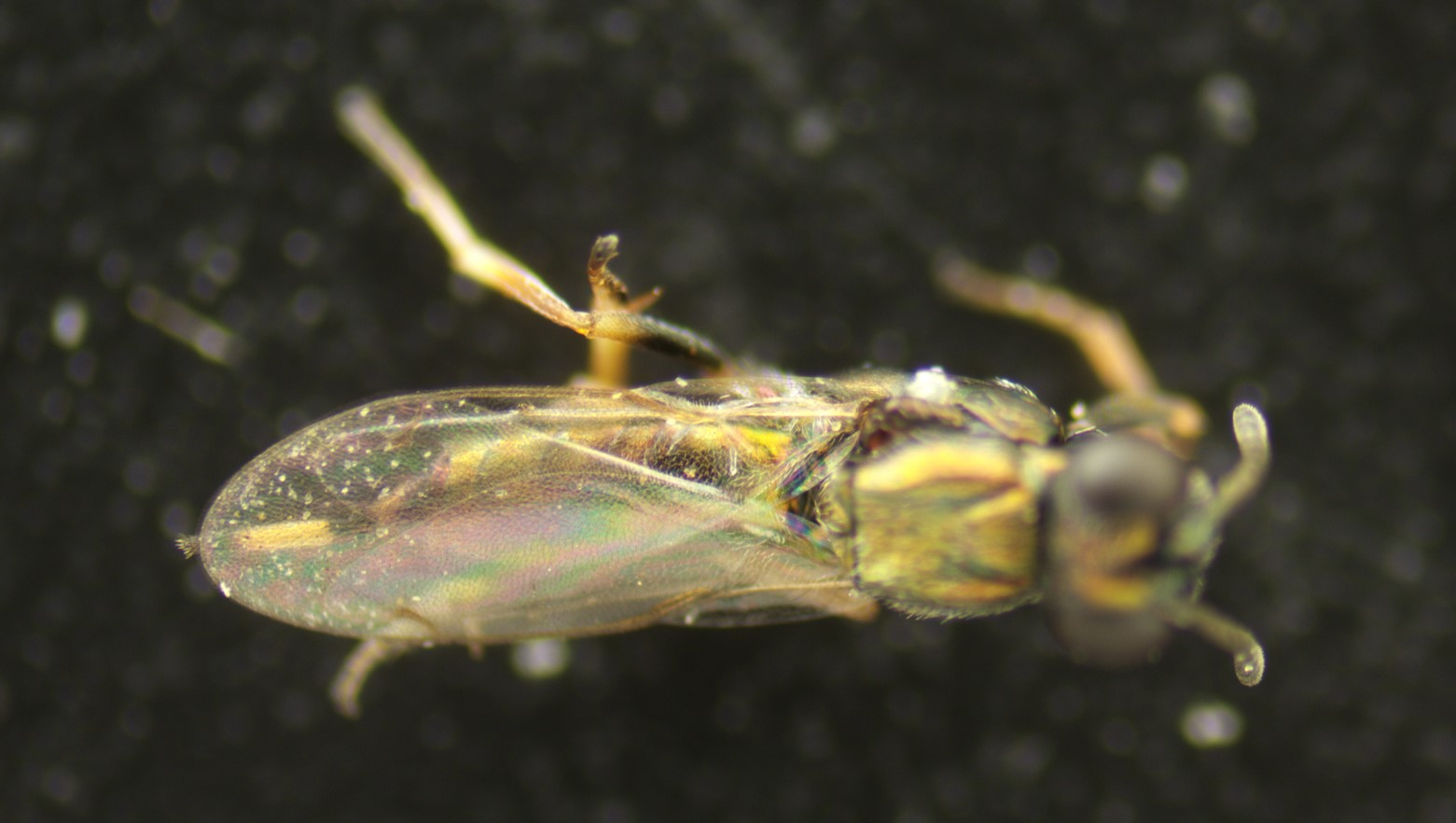
Dorsalansicht
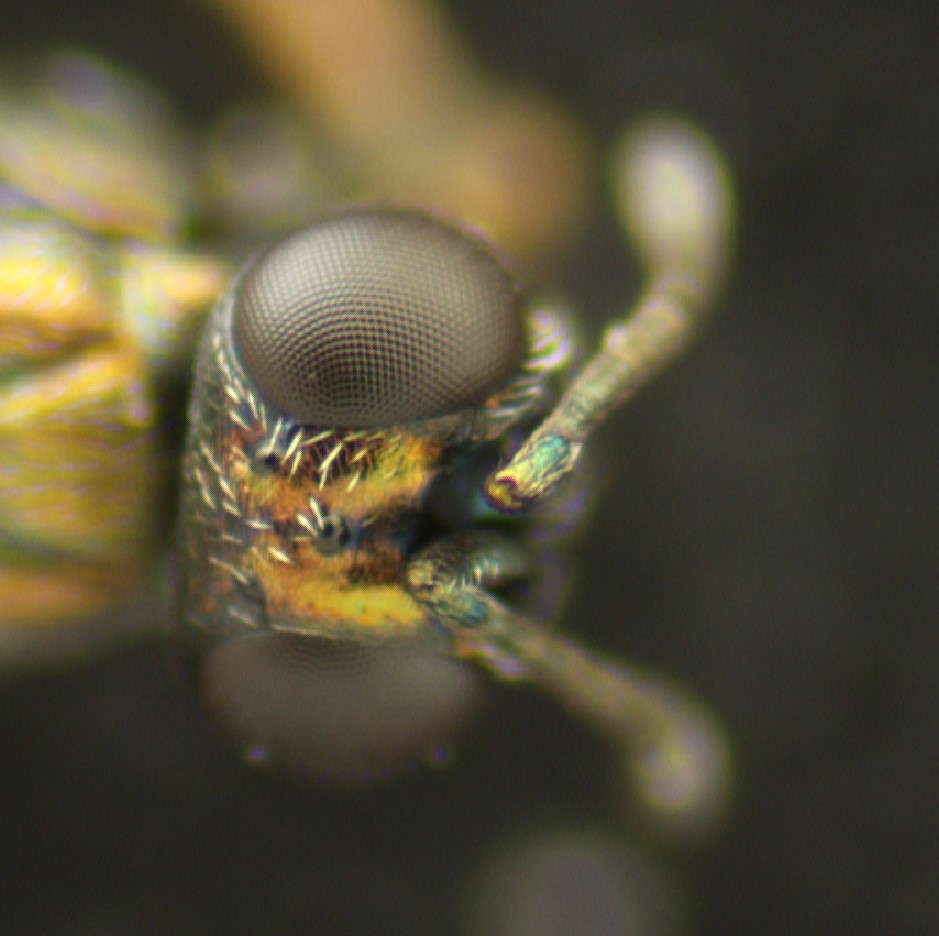
Blick auf Stirnbereich
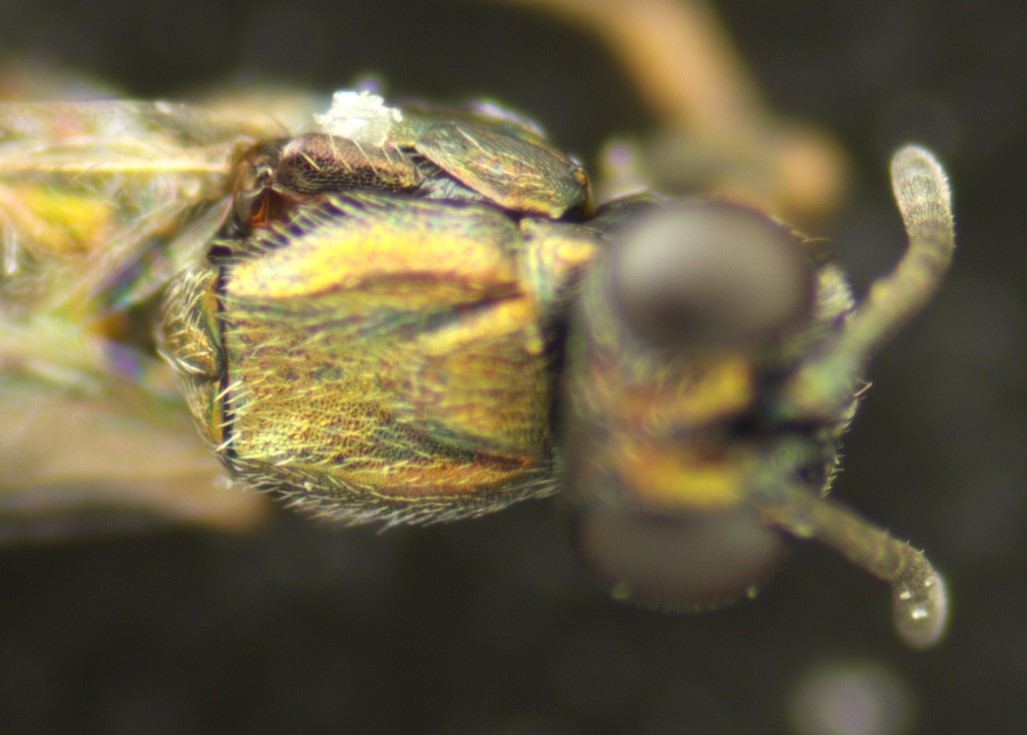
Halsschild
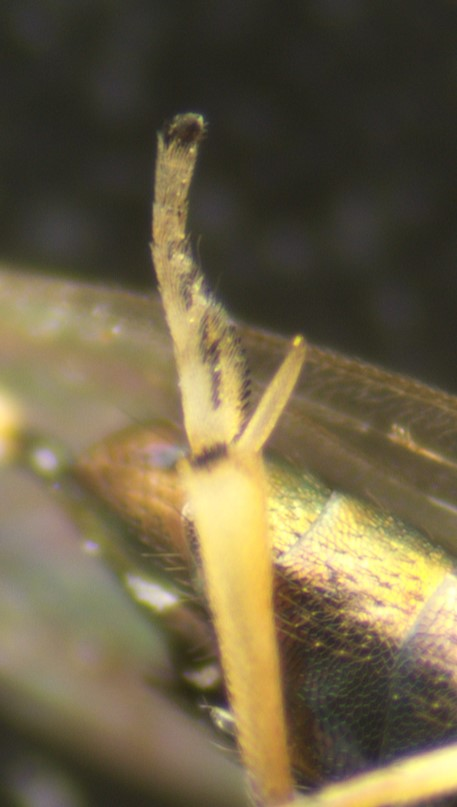
Mittleres Bein: Tibia und Tarsus
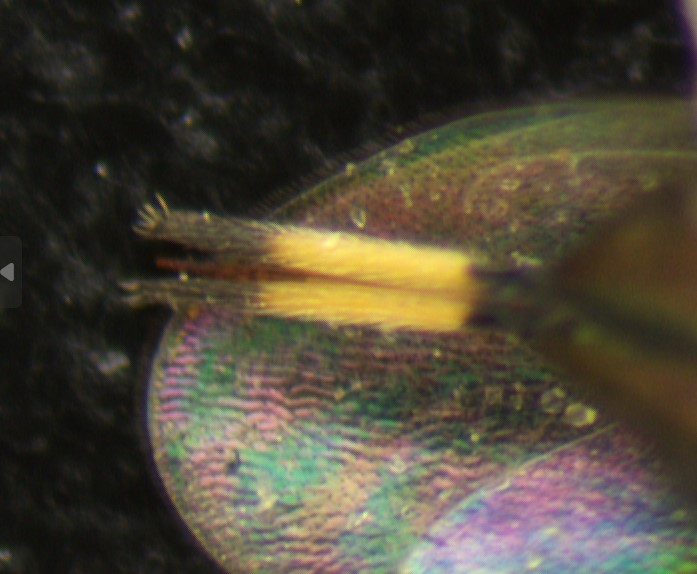
Bohrerklappen
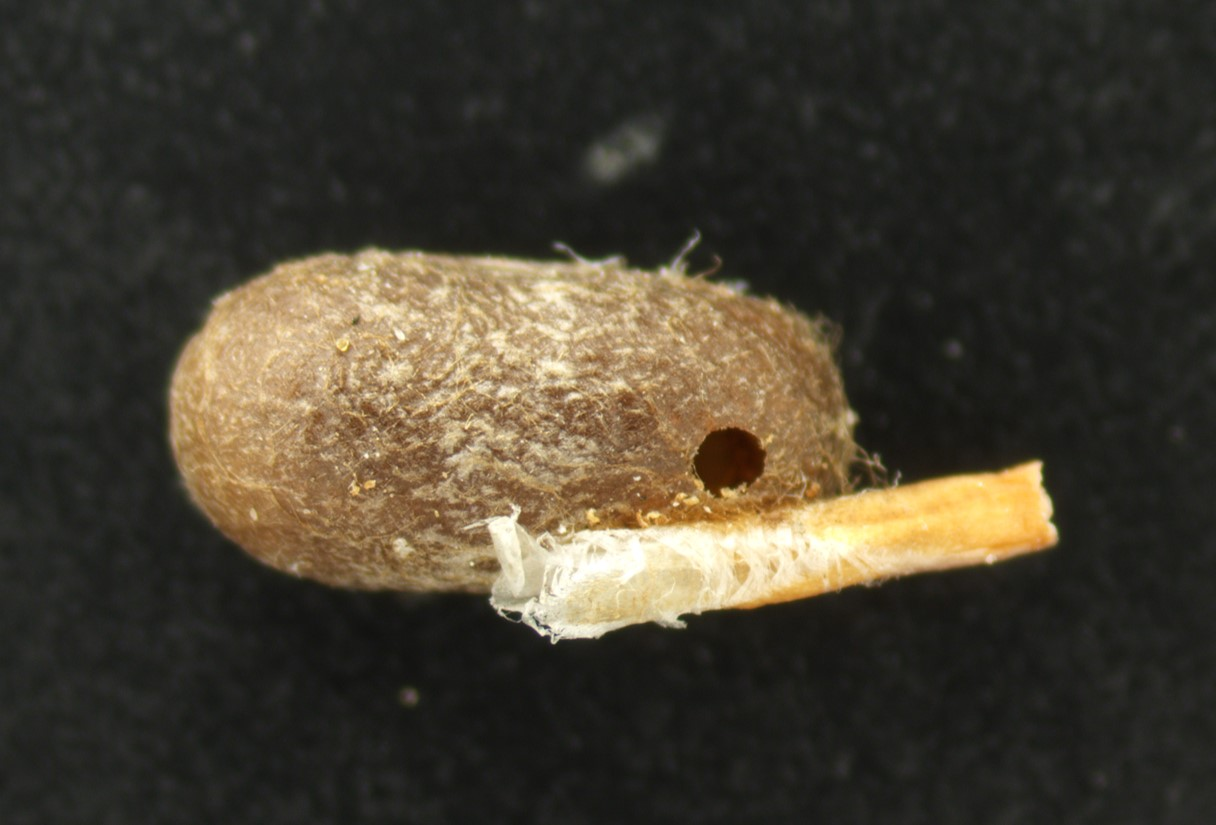
Austrittsloch aus dem Kokon von Diprion pini
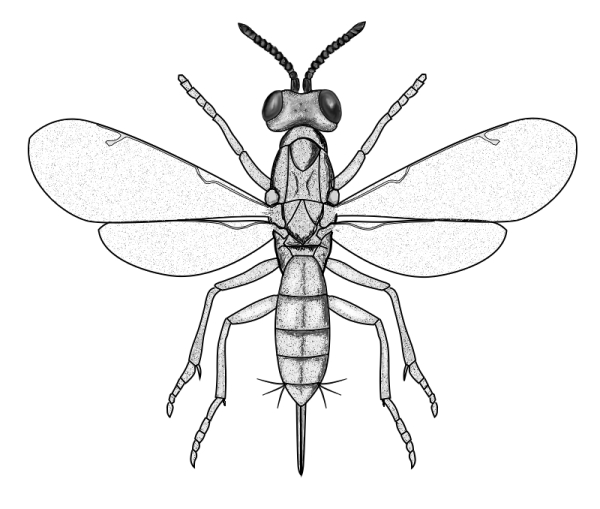
Dorsalansicht (Skizze)